# Primera División 1917 (Uruguay)
Het seizoen 1917 van de Primera División was het zeventiende seizoen van de hoogste Uruguayaanse voetbalcompetitie, georganiseerd door de Asociación Uruguaya de Football. De Primera División was een amateurcompetitie, pas vanaf 1932 werd het een professionele competitie.

## Teams
Er namen tien ploegen deel aan de Primera División tijdens het seizoen 1917. De negen ploegen die vorig jaar deelnamen keerden dit seizoen allemaal terug; Charley FC promoveerde vanuit de Divisional Intermedia.
| Club                      | Stad       | Stadion             | Vorig seizoen |
| ------------------------- | ---------- | ------------------- | ------------- |
| Central FC                | Montevideo | Parque Ricci        | 4e            |
| Charley FC                | Montevideo | Onbekend            | 1e (Int.)     |
| Defensor FC               | Montevideo | Onbekend            | 8e            |
| Dublin FC                 | Montevideo | Onbekend            | 7e            |
| Montevideo Wanderers FC   | Montevideo | Estadio Belvedere   | 3e            |
| Club Nacional de Football | Montevideo | Gran Parque Central | 1e            |
| CA Peñarol                | Montevideo | Las Acacias         | 2e            |
| Reformers FC              | Montevideo | Onbekend            | 9e            |
| River Plate FC            | Montevideo | Parque Lugano       | 5e            |
| Universal FC              | Montevideo | Parque Salvo        | 6e            |

## Competitie-opzet
Alle deelnemende clubs speelden tweemaal tegen elkaar (thuis en uit). De ploeg met de meeste punten werd kampioen.
De titelstrijd ging in 1917 tussen de rivalen Club Nacional de Football (titelverdediger) en CA Peñarol. Tijdens hun eerste ontmoeting in de competitie (20 mei) boekte Nacional een ruime 4–0 overwinning. Op 11 november troffen ze elkaar voor de tweede maal in competitieverband. Nacional was toen nog ongeslagen in de competitie en Peñarol moest winnen om nog kans te maken op de landstitel. Dit lukte de Aurinegros echter niet: de ontmoeting eindigde in een doelpuntloos gelijkspel. Door deze puntendeling was Nacional zeker van de landstitel. Het was voor de Tricolores de derde landstitel op rij. Hierdoor mochten ze de beker houden.
Nacional werd net als vorig seizoen ongeslagen kampioen. Peñarol eindigde (voor de vierde maal op rij) als tweede, vier punten achter Nacional. Universal FC was de beste van de overige deelnemers met 21 punten, dertien minder dan Nacional. Debutant Charley FC eindigde als achtste, net boven Reformers FC en Defensor FC. Deze twee ploegen bezetten voor het tweede seizoen op rij de onderste twee plekken. Dit keer was er (in tegenstelling tot vorig seizoen) wel een degradant. Hierdoor degradeerde rode lantaarn Defensor na drie jaar in de Primera División weer naar een lagere divisie.

### Kwalificatie voor internationale toernooien
Sinds 1900 werd de Copa de Competencia Chevallier Boutell (ook wel bekend als de Tie Cup) gespeeld tussen Uruguayaanse en Argentijnse clubs. De winnaar van de Copa Competencia kwalificeerde zich als Uruguayaanse deelnemer voor dit toernooi. Sinds 1905 werd om een tweede Rioplatensische beker gespeeld, de Copa de Honor Cousenier. De winnaar van de Copa de Honor plaatste zich namens Uruguay voor dit toernooi. De Copa Competencia en Copa de Honor waren allebei een officiële Copa de la Liga, maar maakten geen deel uit van de Primera División.
In 1913 werd er een derde Rioplatensische beker geïntroduceerd, de Copa Ricardo Aldao (afgekort tot Copa Aldao), genoemd naar de voorzitter van het Argentijnse Club de Gimnasia y Esgrima die de beker had geschonken. De Copa Aldao werd betwist tussen de landskampioenen van beide landen om zo te bepalen wie zich de beste Rioplatensische ploeg zou mogen noemen. In tegenstelling tot de andere twee bekers (waarvan de Uruguayaanse deelnemer werd bepaald in een apart toernooi) werd de Uruguayaanse club die aan de Copa Aldao meedeed dus wel bepaald middels de Primera División.

### Eindstand
|     | Club                      | Sp. | W  | G | V  | Pnt. | DV | DT | DS  |
| --- | ------------------------- | --- | -- | - | -- | ---- | -- | -- | --- |
| 01. | Club Nacional de Football | 18  | 16 | 2 | 0  | 34   | 47 | 3  | +44 |
| 2.  | CA Peñarol                | 18  | 14 | 2 | 2  | 30   | 31 | 12 | +19 |
| 3.  | Universal FC              | 18  | 8  | 5 | 5  | 21   | 24 | 18 | +6  |
| 4.  | Montevideo Wanderers FC   | 18  | 6  | 5 | 7  | 17   | 17 | 16 | +1  |
| 5.  | River Plate FC            | 18  | 5  | 5 | 8  | 15   | 18 | 27 | –9  |
| 6.  | Dublin FC                 | 18  | 6  | 2 | 10 | 14   | 22 | 28 | –6  |
| 7.  | Central FC                | 18  | 4  | 6 | 8  | 14   | 14 | 23 | –9  |
| 8.  | Charley FC                | 18  | 5  | 3 | 10 | 13   | 11 | 24 | –13 |
| 9.  | Reformers FC              | 18  | 3  | 5 | 10 | 11   | 9  | 23 | –14 |
| 10. | Defensor FC               | 18  | 2  | 7 | 9  | 11   | 9  | 28 | –19 |

### Legenda
| Kleur                                                | Kwalificatie voor                       |
| ---------------------------------------------------- | --------------------------------------- |
|                                                      | Copa Aldao 1917                         |
| Copa de Honor Cousenier 1917 (winnaar Copa de Honor) |                                         |
|                                                      | Tie Cup 1917 (winnaar Copa Competencia) |
|                                                      | Divisional Intermedia 1918              |

| Winnaar Primera División 1917      |
| ---------------------------------- |
| Club Nacional de Football 6e titel |

#### Topscorer
Héctor Scarone van landskampioen Nacional werd topscorer met veertien doelpunten.
| №  | Speler         | Club(s)                   | Goals |
| -- | -------------- | ------------------------- | ----- |
| 1. | Héctor Scarone | Club Nacional de Football | 14    |

1900 · 1901 · 1902 · 1903 · 1904 · 1905 · 1906 · 1907 · 1908 · 1909 · 1910 · 1911 · 1912 · 1913 · 1914 · 1915 · 1916 · 1917 · 1918 · 1919 · 1920 · 1921 · 1922 · 1923 · 1924 · 1925 · 1926 · 1927 · 1928 · 1929 · 1930 · 1931 · 1932 · 1933 · 1934 · 1935 · 1936 · 1937 · 1938 · 1939 · 1940 · 1941 · 1942 · 1943 · 1944 · 1945 · 1946 · 1947 · 1948 · 1949 · 1950 · 1951 · 1952 · 1953 · 1954 · 1955 · 1956 · 1957 · 1958 · 1959 · 1960 · 1961 · 1962 · 1963 · 1964 · 1965 · 1966 · 1967 · 1968 · 1969 · 1970 · 1971 · 1972 · 1973 · 1974 · 1975 · 1976 · 1977 · 1978 · 1979 · 1980 · 1981 · 1982 · 1983 · 1984 · 1985 · 1986 · 1987 · 1988 · 1989 · 1990 · 1991 · 1992 · 1993 · 1994 · 1995 · 1996 · 1997 · 1998 · 1999 · 2000 · 2001 · 2002 · 2003 ·  2004 · 2005 · 2005/06 · 2006/07 · 2007/08 · 2008/09 · 2009/10 · 2010/11 ·  2011/12 · 2012/13 · 2013/14 · 2014/15 · 2015/16 · 2016 · 2017 · 2018 · 2019 · 2020 · 2021 · 2022 · 2023